# カレドン
カレドン（英語：Caledon）は、カナダのオンタリオ州南部、ピール地域に位置する。また、グレータートロント（GTA）の一部を形成している。2006年の推定人口は5万7,050人。ピール地域のひとつ、ブランプトンの北部に位置する。

## コミュニティ
- Alton （アルトン）
- Belfountain （ベルファウンテン）
- Bolton （ボルトン）
- Caledon East （カレドン・イースト）
- Cheltenham （チェルテンハム）
- Inglewood （イングルウッド）
- Mayfield West （メイフィールド・ウェスト）
- Mono Mills （モノ・ミルズ）
- Palgrave （パルグレーブ）
- Snelgrove （スネルグローブ）
- Stonehart （ストーン・ハート）
- Terra Cotta （テラ・コッタ）

## 町内の保護区
- Albion Hills Conservation Area
- Alton Forest Conservation Area
- Belfountain Conservation Area
- Caledon Lake Forest Conservation Area
- Forks of the Credit Provincial Park
- Glen Haffy Conservation Area
- Ken Whillans Conservation Area
- Palgrave Conservation Area
- Robert Baker Forest Conservation Area
- Terra Cotta Forest Conservation Area
- Warwick Conservation Area